# ورنت، هوت گرن
ورنت، هوت گرن (به فرانسوی: Vernet, Haute-Garonne) یک کامین در فرانسه است که در Canton of Auterive واقع شده‌است.

## خصوصیات
ورنت ۱۰٫۰۷ کیلومترمربع مساحت و ۲٬۰۸۷ نفر جمعیت دارد و ۱۶۶ متر بالاتر از سطح دریا واقع شده‌است.